# En haSchofet
En haSchofet (hebräisch עֵין הַשּׁוֹפֵט ʿEjn ha-Schōfet, deutsch ‚Quelle des Richters‘, nach dem amerikanischen Höchstrichter und Zionisten Louis D. Brandeis) ist ein israelischer Kibbuz im Norden des Landes, 30 km von Haifa entfernt und administrativ der Region Megiddo zugehörig. Er wurde im Jahre 1937 zur Zeit des britischen Palästinamandats als Turm-und-Palisaden-Siedlung gegründet. Im Jahr 2008 zählte er 759 Einwohner. Der Kibbuz hatte 2018 833 Einwohner.
En haSchofet wurde von einer Gruppe von Siedlern gegründet, die sich zuvor im Bereich Chadera und dann in Joara aufgehalten hatten. Die Gruppe hatte sich aus zwei HaSchomer-haZaʿir-Gruppen gebildet, einer aus Polen gebürtigen und einer amerikanischen. Die Gründung erfolgte auch aus militärischen Rücksichten, während des Arabischen Aufstandes von 1936 bis 1939. 

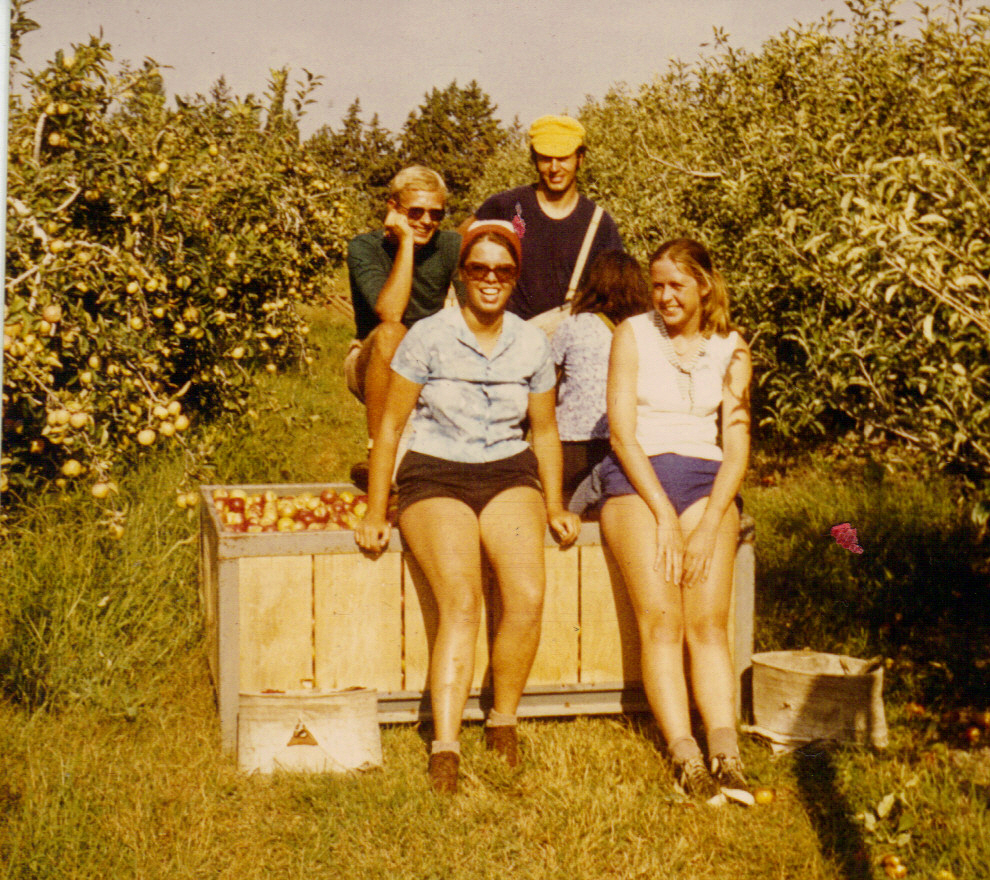
Österreichische Erntehelfer bei der Apfelernte im Kibbuz En HaSchofet, Sommer 1973

Der zunächst agrarische Charakter der Siedlung änderte sich im Lauf der Jahrzehnte. Heute bezieht sie ihr Haupteinkommen aus vier Fabriken,  wovon drei im Kibbuz und eine in den USA domiziliert ist.  Eltam, gegründet 1967 als „Ein Hashofet Electric Industries“, produziert verschiedene Komponenten für Elektrogeräte; Mivrag, gegründet 1950, produziert Schrauben und andere Metallobjekte;  MAG EH, gegründet  1999,  erzeugt Teile für die Autoindustrie und verfügt seit 2001 über eine Filiale in Knoxville (Tennessee).
Die Rinderzucht von En haSchofet begann schon 1938. Heute werden 270 Kühe gehalten. Außerdem verfügt die Siedlung über eine Avocado-Plantage und betreibt Geflügelzucht.
Seit vielen Jahrzehnten betreibt die Siedlung einen Ulpan für Menschen, die sich in Israel ansiedeln wollen, und hat auch zu den Zeiten, als dies populär war, zahlreiche freiwillige Helfer aus Europa aufgenommen.

## Literarischer Schauplatz
Nach Angaben Arthur Koestlers stand die Siedlung Modell für seinen Roman Thieves in the Night (deutsch: Diebe in der Nacht. Chronik eines Experiments).

## Persönlichkeiten
- Lee Sima Falkon (* 1992),  israelische Fußballnationalspielerin.